# Раул Албиол
Раул Албиол Тортахада (шп. Raúl Albiol Tortajada; Виљамарчант, 4. септембар 1985) је шпански фудбалер који тренутно наступа за Виљареал и репрезентацију Шпаније. Освојио је два Европска и једно Светско првенство са репрезентацијом Шпаније.

## Каријера

### Валенсија
Албиол је каријеру започео у два мала клуба, Рибароха и Виљамарчант. Први познатији клуб му је био Валенсија и деби за А тим имао је 24. септембра 2003. са 18. година у првом колу Купа УЕФА. У августу 2004. кад је путовао у Мадрид, како би потписао уговор о позајмици Хетафеу имао је тешку саобраћајну несрећу, али се опоравио и одиграо одличне утакмице за клуб из предграђа Мадрида. Деби је имао у утакмици са Атлетиком 15. јануара 2005, а свој први погодак такође је дао градском ривалу Реалу, у победи од 2:1. Врло брзо се враћа у Валенсију где постаје важан део прве поставе тима и помаже у освајању Купа краља 2008.

### Реал Мадрид
Дана 25. јуна 2009. Албиол потписује за Мадридски Реал уз цену од 15 милиона евра одштете. Наступао је под бројем 18. Албиол је свој једини погодак за Реал у службеним такмичењима постигао у Лиги шампиона против Олимпика из Марсеља. Играо је стандардно у Примери и почињао од првог минута због повреде Пепеа. Након што се Пепе опоравио већину утакмица је провео на клупи.

### Наполи
У лето 2013. Албиол прелази у италијански Наполи, чији је тренер његов сународник Рафа Бенитез.

## Приватни живот
Надимак му је El Chori. Албиол и његова супруга Алисија имају две ћерке, Азахару (рођена 16. марта 2009) и Алму (7. јануар 2010).

## Трофеји
Од индивидуалних награда у каријери Раула Албиола, издваја се избор за најбољег младог играча Примере 2006. године.

### Валенсија
- Куп Шпаније (1): 2007/08.
- Куп УЕФА (1): 2003/04.

### Реал Мадрид
- Првенство Шпаније (1): 2011/12.
- Куп Шпаније (1): 2010/11.
- Суперкуп Шпаније (1): 2012.

### Наполи
- Куп Италије (1): 2013/14.
- Суперкуп Италије (1): 2014.

### Виљареал
- УЕФА Лига Европе (1): 2020/21.

### Шпанија
- Светско првенство (1): 2010.
- Европско првенство (2): 2008, 2012.
- Куп конфедерација (треће место): 2009, (2 место) 2013.